# Nõmme (Rapla)
Nõmme – wieś w Estonii, prowincji Rapla, w gminie Rapla.